# 第45回全国高等学校サッカー選手権大会
第45回全国高等学校サッカー選手権大会（だい45かいぜんこくこうとうがっこうサッカーせんしゅけんたいかい）は、1967年1月に行われた、全国高等学校サッカー選手権大会。

## 日程
- 1回戦　1月3日・4日
- 準々決勝　1月5日
- 準決勝　1月6日
- 3位決定戦・決勝　1月7日

## 使用会場
- 西宮球技場（1回戦～決勝）

## 出場校
- 推薦出場（総体優勝・国体優勝） 藤枝東（静岡県）
- 推薦出場（総体準優勝） 浦和市立（埼玉県）
- 推薦出場（国体準優勝） 浦和南（埼玉県）
- 推薦出場（国体3位） 秋田商（秋田県）
- 北海道代表 函館工（北海道）
- 東北代表 五戸（青森県）
- 関東代表 甲府工（山梨県）
- 北陸代表 松本県ヶ丘（長野県）
- 東海代表 刈谷（愛知県）
- 東海代表 大垣工（岐阜県）
- 関西代表 明星（大阪府）
- 関西代表 神戸（兵庫県）
- 中国代表 広島大付（広島県）
- 四国代表 徳島商（徳島県）
- 九州代表 山田（福岡県）
- 九州代表 大分工（大分県）

## 試合

### 1回戦
- 浦和南 4 - 0 松本県ヶ丘
- 神戸 4 - 1 五戸
- 広島大付 3 - 2 刈谷（延長）
- 藤枝東 6 - 0 山田

- 秋田商 2 - 1 徳島商（延長）
- 明星 2 - 1 函館工（延長）
- 浦和市立 3 - 1 大垣工
- 甲府工 3 - 0 大分工

### 準々決勝
- 神戸 2 - 1 浦和南
- 藤枝東 8 - 0 広島大付

- 秋田商 1 - 0 明星
- 浦和市立 2 - 1 甲府工

### 準決勝
- 藤枝東 2 - 1 神戸
- 秋田商 1 - 0 浦和市立

### 3位決定戦
- 浦和市立 3 - 1 神戸（延長）

### 決勝
- 藤枝東 0 - 0 秋田商（再延長・両校優勝）

## 参考資料
朝日新聞縮刷版 1966年12月号・1967年1月号